# Joseph Chamberlain
Joseph Chamberlain, född 8 juli 1836 i Camberwell i London, död 2 juli 1914 i London, var en brittisk politiker. Han var far till Austen Chamberlain och Neville Chamberlain.
I början av sin politiska karriär var han en radikalt inriktad liberal och en förkämpe för utbildningsreformer och blev handelsminister. Senare återkom han i allians med det konservativa partiet som imperialist och protektionist och var kolonialminister.

## Biografi
Chamberlain var son till en framgångsrik skomakare och fabrikör som också hette Joseph (1796–1874). Han utbildades vid University College School (från 1850-52). Vid 16 års ålder började han som lärling i skomakarföretaget och när han blivit 18 skickades han till Birmingham, där han arbetade i sin onkels skruvtillverkningsföretag, Nettlefolds, i vilket hans far hade investerat.  Tillsammans med Joseph Nettlefold kom Chamberlain att hjälpa företaget, som snart blev känt som Nettlefold and Chamberlain, att bli en kommersiell framgång, och när Chamberlain 1874 lämnade företaget exporterade det sina produkter till USA, Europa, Indien, Japan, Kanada and Australien. Det fanns starka radikala och liberala traditioner bland skomakare i hans nya hemstad Birmingham, samtidigt som den unitariska kyrkan som han tillhörde hade en tradition av samhällsverksamhet. Inte överraskande engagerade sig Chamberlain i politiken som liberal. 1867 grundade han Birmingham Education League (senare National Education League) och arbetade för fri offentlig utbildning oberoende av statskyrkan. Han gjorde också det liberala partiet i Birmingham till en framgångsrik valorganisation.
1873 blev han borgmästare i Birmingham. På denna post medverkade han till att genomföra han många förbättringar i staden. Han avgick från borgmästarposten när han blev invald i underhuset som en av representanterna från Birmingham 1876. Han arbetade sig snabbt uppåt i parlamentsgruppen och blev handelsminister (President of the Board of Trade) i William Gladstones regering 1880.
Under tiden före valet 1885 publicerades en serie artiklar i Fortnightly Review, skrivna av några av Chamberlains medarbetare under hans ledning. Chamberlain skrev förordet till samlingsvolymen, Radical Programme. Den förespråkade jordreformer, mer direkt beskattning , gratis offentlig utbildning, skiljande av kyrkan från staten, allmän rösträtt för män och större skydd för fackföreningar. Detta blev grunden för det "oauktoriserade programmet" som Chamberlain förde fram under valkampanjen.
Liberalerna vann valet, men fick inte absolut majoritet i underhuset. Det irländska nationalistpartiet under  Parnells ledning fick en vågmästarroll. Gladstone erbjöd irländarna en uppgörelse om  Home rule (självstyre), vilket Chamberlain av princip motsatte sig. Han lämnade då den liberala regeringen och medverkade till att bilda Liberal Unionist Party tillsammans med lord Hartington och andra medlemmar av whigfalangen. Han anslöt sig inte omedelbart till den unionistiska regeringen, fastän han hade likasinnade i det konservativa partiet, såsom Lord Randolph Churchill. Han hoppades antagligen att Gladstone snart skulle dra sig tillbaka, vilket skulle tillåta honom att återinträda i det liberala partiet och bli ny ledare, men Gladstone var kvar på partiledarposten mycket längre än han hade trott, vilket fick Chamberlain att börja närma sig de konservativa.
1895 blev han kolonialminister (Secretary of State for the Colonies) i Lord Salisburys konservativa och unionistiska regering. Han visade sig vara en ivrig imperialist, och som viktig förespråkare för andra boerkriget blev han unionisternas ledande politiker i valet 1900, som kom att kallas "Joe's Election" på grund av Chamberlains framträdande roll och personliga popularitet.  Efter att ha besökt Sydafrika avgick han 1903 och ledde en kampanj för en reformerad handelspolitik, som skulle innebära ett protektionistiskt system med ”imperiepreferens” och tullar mot import från utanför Brittiska imperiet. De splittrade unionisterna förlorade valet 1906 och på grund av den minskade andelen frihandelsvänliga konservativa i underhuset jämfört med protektionister blev Chamberlain favoritkandidat till ny ledare för unionisterna. I juli 1906 drabbades han dock av en stroke som försvagade honom och fick honom att dra sig tillbaka fullständigt från det politiska livet. Han dog 1914 och är begravd på Key Hill Cemetery i Birmingham.

## Eftermäle
Den konventionella bilden av Chamberlains politiska linje har varit att han rörde sig högerut över det politiska spektret, från det liberala partiets vänsterflygel till de konservativas högerflygel. Ett alternativt synsätt är att han alltid var radikal i inrikespolitiken och imperialist i utrikespolitiken, och till och med att dessa åsikter inte stod i så stor motsats till varandra – båda innebar att han förkastade "laissez-faire-kapitalism". Även efter att han lämnade liberalerna förespråkade han införande av ålderspension.
Han var den drivande kraften bakom bildandet av University of Birmingham och var dess första kansler. Hans arkiv förvaras i universitetets bibliotek och universitets klocktorn kallas "Old Joe" efter honom. Chamberlain Square i centrala Birmingham är uppkallat efter honom.

## Familj
Joseph Chamberlain var gift tre gånger. Hans första hustru Harriet Kenrick dog kort efter att hon fött deras andra barn Austen. Han gifte sig med Harriets kusin Florence Kenrick 1868. Hon fick fyra barn med honom, av vilka en var Neville, och dog i barnsäng 1875. 1888 gifte han sig med en amerikanska, Mary Endicott.  Både Austen Chamberlain (1863-1937) och  Neville Chamberlain (1869-1940) blev framträdande konservativa politiker. Neville var premiärminister från 1937 till 1940.